# Fumiya Iwamaru
Fumiya Iwamaru (japanisch 岩丸 史也 Iwamaru Fumiya; * 4. Dezember 1981 in der Präfektur Gunma) ist ein ehemaliger japanischer Fußballspieler.

## Karriere
Iwamaru erlernte das Fußballspielen in der Schulmannschaft der Maebashi Ikuei High School. Seinen ersten Vertrag unterschrieb er 2000 bei den Vissel Kobe. Der Verein spielte in der höchsten Liga des Landes, der J1 League. Für den Verein absolvierte er sieben Erstligaspiele. Im September 2004 wechselte er zum Ligakonkurrenten Júbilo Iwata. 2004 erreichte er das Finale des Kaiserpokal. Für den Verein absolvierte er sieben Erstligaspiele. 2005 wechselte er zum Zweitligisten Thespa Kusatsu (heute: Thespakusatsu Gunma). Für den Verein absolvierte er 21 Ligaspiele. 2006 wechselte er zum Erstligisten Avispa Fukuoka. 2007 wechselte er zum Ligakonkurrenten Yokohama FC. Am Ende der Saison 2007 stieg der Verein in die J2 League ab. Für den Verein absolvierte er 21 Ligaspiele. 2011 wechselte er zum Ligakonkurrenten Roasso Kumamoto. Für den Verein absolvierte er vier Ligaspiele. 2013 wechselte er zum Ligakonkurrenten V-Varen Nagasaki. Für den Verein absolvierte er drei Ligaspiele. 2014 wechselte er zum Ligakonkurrenten Thespakusatsu Gunma. Ende 2014 beendete er seine Karriere als Fußballspieler.

## Erfolge
Júbilo Iwata
- Kaiserpokal

Finalist: 2004